# 2014년 MTV 무비 어워드
제23회 MTV 무비 & TV 어워드는 2014년 4월 13일에 열린 시상식이다.

## 수상 및 후보

### 최고의 영화상
- 헝거게임: 캣칭 파이어 - 프란시스 로렌스 수상
- 노예 12년 - 스티브 맥퀸
- 아메리칸 허슬 - 데이빗 O. 러셀
- 호빗 : 스마우그의 폐허 - 피터 잭슨
- 더 울프 오브 월 스트리트 - 마틴 스코세이지
- 호빗 : 스마우그의 폐허 - 마틴 프리먼

### 최고의 남자배우상
- 헝거게임: 캣칭 파이어 - 조쉬 허처슨 수상
- 아메리칸 허슬 - 브래들리 쿠퍼
- 노예 12년 - 치웨텔 에지오포
- 더 울프 오브 월 스트리트 - 레오나르도 디카프리오
- 매튜 맥커너히 - 달라스 바이어스 클럽

### 최고의 여자배우상
- 헝거게임: 캣칭 파이어 - 제니퍼 로렌스 수상
- 아메리칸 허슬 - 에이미 아담스
- 위 아 더 밀러스 - 제니퍼 애니스톤
- 노예 12년 - 루피타 뇽
- 그래비티 - 산드라 블록

### 주목할만한 배우상
- 위 아 더 밀러스 - 윌 폴터 수상
- 더 웨이, 웨이 백 - 리암 제임스
- 더 울프 오브 월 스트리트 - 마고 로비
- 오스카 그랜트의 어떤 하루 - 마이클 B. 조던
- 스펙타큘라 나우 - 마일즈 텔러

### 최고의 키스상
- 위 아 더 밀러스 - 엠마 로버츠, 제니퍼 애니스턴 & 윌 폴터 수상
- 스프링 브레이커스 - 애슐리 벤슨, 제임스 프랭코 & 바네사 허진스
- 아메리칸 허슬 - 제니퍼 로렌스 & 에이미 아담스
- 돈 존 - 조셉 고든 레빗 & 스칼렛 요한슨
- 스펙타큘라 나우 - 쉐일린 우들리

### 최고의 영화속 변신
- 달라스 바이어스 클럽 - 자레드 레토 수상
- 아메리칸 허슬 - 크리스찬 베일
- 헝거게임: 캣칭 파이어 - 엘리자베스 뱅크스
- 달라스 바이어스 클럽 - 매튜 맥커너히
- 호빗 : 스마우그의 폐허 - 올랜도 블룸

### 최고의 싸움상
- 호빗 : 스마우그의 폐허 - 올랜도 블룸, 에반젤린 릴리 VS. Orcs 수상
- 내 인생을 훔친 사랑스러운 도둑녀 - 제이슨 베이트먼 VS. 멜리사 맥카시
- 헝거게임: 캣칭 파이어 - 제니퍼 로렌스, 조쉬 허처슨 VS. 샘 클라플린
- 디스 이즈 디 엔드 - 조나 힐 VS. 제임스 프랭코, 세스 로건
- 앵커맨: 더 레전드 컨티뉴 - The Cast

### 최고의 악당상
- 오즈 그레이트 앤드 파워풀 - 밀라 쿠니스 수상
- 캡틴 필립스 - 바크하드 압디
- 스타트렉 다크니스 - 베네딕트 컴버배치
- 헝거게임: 캣칭 파이어 - 도날드 서덜랜드
- 노예 12년 - 마이클 패스벤더

### 최고의 코믹연기상
- 더 울프 오브 월 스트리트 - 조나 힐 수상
- 위 아 더 밀러스 - 제이슨 서디키스
- 잭애스 프레젠트: 배드 그랜파 - 조니 녹스빌
- 라이드 어롱 - 케빈 하트
- 히트 - 멜리사 맥카시

### 최고의 공포연기상
- 월드워Z - 브래드 피트 수상
- 더 퍼지 - 에단 호크
- 마마 - 제시카 차스테인
- 인시디어스: 두번째 집 - 로즈 번
- 컨저링 - 베라 파미가

### 최고의 영웅상
- 맨 오브 스틸 - 헨리 카빌 수상
- 화이트 하우스 다운 - 채닝 테이텀
- 토르: 다크 월드 - 크리스 헴스워스
- 아이언맨 3 - 로버트 다우니 주니어

### 최고의 콤비상
- 분노의 질주: 더 맥시멈 - 빈 디젤 & 폴 워커 수상
- 아메리칸 허슬 - 에이미 아담스 & 크리스찬 베일
- 라이드 어롱 - 아이스 큐브 & 케빈 하트
- 더 울프 오브 월 스트리트 - 조나 힐 & 레오나르도 디카프리오
- 달라스 바이어스 클럽 - 매튜 맥커너히 & 자레드 레토

### 최고의 뮤지컬 퍼포먼스
- 디스 이즈 디 엔드 - 제이 바루첼 외 3명 수상
- 아메리칸 허슬 - 제니퍼 로렌스
- 더 울프 오브 월 스트리트 - 레오나르도 디카프리오
- 내 인생을 훔친 사랑스러운 도둑녀 - 멜리사 맥카시
- 위 아 더 밀러스 - 윌 폴터

### 최고의 카메오
- 디스 이즈 디 엔드 - 리아나 수상
- 앵커맨: 더 레전드 컨티뉴 - 에이미 포엘러 & 티나 페이
- 아이언맨 3 - 조안 리버스
- 앵커맨: 더 레전드 컨티뉴 - 카니예 웨스트
- 아메리칸 허슬 - 로버트 드 니로

### 최고의 웃통 벗은 연기상
- 댓 어쿼드 모먼 - 잭 에프론 수상
- 토르: 다크 월드 - 크리스 헴스워스
- 위 아 더 밀러스 - 제니퍼 애니스톤
- 더 울프 오브 월 스트리트 - 레오나르도 디카프리오
- 헝거게임: 캣칭 파이어 - 샘 클라플린

### 최고의 황당한 순간상
- 더 울프 오브 월 스트리트 - 레오나르도 디카프리오 수상
- 카운슬러 - 카메론 디아즈
- 디스 이즈 디 엔드 - 채닝 테이텀 & 대니 맥브라이드
- 잭애스 프레젠트: 배드 그랜파 - 조니 녹스빌 & 잭슨 니콜
- 앵커맨: 더 레전드 컨티뉴 - 스티브 카렐, 윌 페렐, 폴 러드 & 데이비드 코에너

### MTV 제너레이션상
- 마크 월버그 수상

### MTV 트레일블레이저상
- 채닝 테이텀 수상